# فرد سی. نیومیر
فرد سی. نیومیر (انگلیسی: Fred C. Newmeyer؛ ‏ ۹ اوت ۱۸۸۸ – ۲۴ آوریل ۱۹۶۷) بازیکن حرفه‌ای بیسبال، بازیگر، تهیه‌کننده فیلم و کارگردان اهل ایالات متحده آمریکا بود.

## گزیده فیلم‌شناسی
- لوک، راننده تاکسی  (۱۹۱۶)
- لوک، گلادیاتور  (۱۹۱۶)
- اخبار جانانه لوک (۱۹۱۶)
- خواب پراکنده لوک (۱۹۱۶)
- لوک و پریان دریا (۱۹۱۶)
- لوک، فراهم‌کننده بیمار (۱۹۱۶)
- لوک به تفرجگاه می‌رود (۱۹۱۶)
- لوک به نیروی دریایی می‌پیوندد (۱۹۱۶)
- لوک اموال چپاول‌شده را پیدا می‌کند (۱۹۱۶)
- کودک گمشده لوک (۱۹۱۶)
- لوک، فال‌بین (۱۹۱۶)
- لوک و دردسرهای رستوران (۱۹۱۶)
- لوک، جعل‌کننده هویت (۱۹۱۶)
- لوک با بی‌ملاحظگی رفتار می‌کند (۱۹۱۶)
- آماده‌سازی‌های لوک برای آماده بودن (۱۹۱۶)
- آتش‌بازی‌های ناکام لوک (۱۹۱۶)
- زندگی باشگاهی پرشتاب لوک (۱۹۱۶)
- نابسامانی سینمایی لوک (۱۹۱۶)
- اختلاط اجتماعی لوک (۱۹۱۶)
- لوک و اسب‌های مسابقه (۱۹۱۶)
- حکم، گشنیز است (۱۹۱۷)
- زنان سرکش لوک تنها (۱۹۱۷)
- لوک تنها، بیمارانش را از دست می‌دهد (۱۹۱۷)
- لوک تنها در تین کن الی (۱۹۱۷)
- لوک تنها، پیک (۱۹۱۷)
- حرکت کن (۱۹۱۷)
- عشق، خنده و هیجان (۱۹۱۷)
- خجالتی (۱۹۱۷)
- دزدزده (۱۹۱۷)
- در کنار امواج غم‌زده دریا (۱۹۱۷)
- همه سرنشینان (۱۹۱۷)
- ایده بزرگ (۱۹۱۷)
- آن طرف حصار (۱۹۱۷)
- ما هرگز نمی‌خوابیم (۱۹۱۷)
- رینبو آیلند (۱۹۱۷)
- از لارامی به لندن (۱۹۱۷)
- از یک قماش (۱۹۱۷)
- گاسی دو لول (۱۹۱۸)
- اطلاع محرمانه (۱۹۱۸)
- یک زندگی پرهیجان (۱۹۱۸)
- سبیل‌ها را تاب بده (۱۹۱۸)
- دِین خود را ادا کن (۱۹۱۹)
- رأی‌ها را بشمارید (۱۹۱۹)
- چاپ سویی اند کو (۱۹۱۹)
- هل نده (۱۹۱۹)
- رأی‌ها را بشمارید (۱۹۱۹)
- پول کاغذی (۱۹۱۹)
- ماراتن (۱۹۱۹)
- باقی پولت را بشمار (۱۹۱۹)
- دردسر برادوی (۱۹۱۹)
- شاهزاده (۱۹۱۹)
- حکمران و پیروانش (۱۹۱۹)
- بیرون تراموا (۱۹۱۹)
- تپانچه‌هایی برای صبحانه (۱۹۱۹)
- دزد را بزن (۱۹۱۹)
- کفش‌هاتو دربیار (۱۹۱۹)
- تنها پدرش (۱۹۱۹)
- یک سرباز وظیفه در سیبری (۱۹۱۹)
- پرده را بالا بزن (۱۹۱۹)
- بله، آقا (۱۹۱۹)
- همسرم باش (۱۹۱۹)
- دست به دهان (۱۹۱۹)
- رئیس بزرگ سرخپوستان (۱۹۱۹)
- آقای جاز جوان (۱۹۱۹)
- بچه‌های ناخدا کید (۱۹۱۹)
- در آتش (۱۹۱۹)
- شماره تلفن، لطفاً؟ (۱۹۲۰)
- هرگز سست نشو (۱۹۲۱)
- در میان حاضران (۱۹۲۱)
- مردی که دریانورد شد (۱۹۲۱)
- پسر مامان‌بزرگ (۱۹۲۲)
- دکتر جک (۱۹۲۲)
- دارودسته ما (۱۹۲۲)
- نگرانی چرا؟ (۱۹۲۳)
- تلفات جنگ! (۱۹۲۳)
- ایمنی آخر از همه! (۱۹۲۳)
- خجالتی (۱۹۲۴)
- دلقک تمام‌عیار (۱۹۲۵)
- هارولد لوید به دانشگاه می‌رود (۱۹۲۵)
- ژنرال اسپنکی (۱۹۳۶)
- روز درخت‌کاری (۱۹۳۶)